# Laura Borlein
Laura Borlein (* 4. März 1995 in München, Bayern, Deutschland) ist eine deutsche Schauspielerin. Eine ihrer bekanntesten Rollen ist die der Holde Goebbels in dem Kriegsfilm Der Untergang aus dem Jahr 2004.

## Leben und Karriere
Laura Borlein begann ihre Karriere als Schauspielerin im Jahr 2004, als sie die Rolle der Holde Goebbels in dem Kriegsfilm Der Untergang übernahm. Der Film handelt von den letzten Tagen Adolf Hitlers und dem Ende der NS-Herrschaft. Borlein spielte Holde Goebbels, eine der Töchter von Joseph und Magda Goebbels, die von ihren Eltern im Schlaf zusammen mit ihren Geschwistern vergiftet wurde.
Ebenfalls 2004 spielte Laura Borlein schließlich die Rolle der Magdalena Angerer, genannt Lena, in dem Fernsehfilm Der Bergpfarrer. Sie begann außerdem ab 2004 in der Fernsehserie Um Himmels Willen mitzuspielen, wo sie bis 2011 in elf Episoden mitwirkte und verschiedene Rollen übernahm.
2008 wirkte Borlein außerdem als Charlotte Michels in dem Fernsehfilm Das Traumpaar mit, übernahm aber später keine weiteren Filmrollen mehr. Nachdem sie ihre Rolle in Um Himmels Willen 2011 beendet hatte, zog sie sich aus dem Schauspielgeschäft zurück.

## Filmografie
- 2004: Der Untergang
- 2004: Der Bergpfarrer (Fernsehfilm)
- 2008: Das Traumpaar (Fernsehfilm)
- 2004–2011: Um Himmels Willen (Fernsehserie, 11 Folgen)